# Behrud
Behrud è un comune dell'Azerbaigian situato nel distretto di Ordubad.